# Сарюсофон

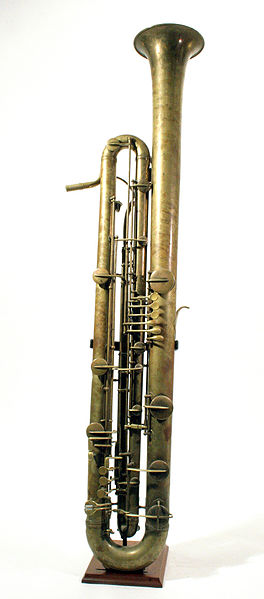
Контрабасовый сарюсофон фирмы Conn, ок. 1850

Сарюсофон (фр. sarrusophone) — деревянный духовой инструмент с двойной тростью, изобретённый в 1856 году Пьером-Огюстом Саррю и сконструированный Пьером-Луи Готро вскоре после изобретения Саксом саксофона. Французские музыканты были неудовлетворенны звучанием контрафагота, особенно на открытом воздухе, в результате чего появился запрос на более громкий инструмент с двойной тростью.

## Конструкция
Сарюсофоны представляют собой металлические инструменты с двойной тростью, как и гобои, фаготы и т. п.
Тембр сильный, резковатый, хорошо приспособленный для игры вне концертных залов.
Инструмент представляет собой прямую трубку (сопранино и сопрано), либо изогнутую на манер контрафагота (все остальные разновидности). Альтовый сарюсофон внизу имеет петлю, служащую только для поддержки инструмента, но не участвующую в звукоизвлечении.
Аппликатура напоминает саксофонную, флейтовую или гобойную.
Сходство конструкции сарюсофона и саксофона понудило изобретателя саксофона Адольфа Сакса подать в суд на Саррюсом за нарушение патента, однако Сакс проиграл дело по причине того, что, несмотря на механическое сходство, семейства этих инструментов заметно отличаются по звучанию.

## Семейство
Семейство состоит из следующих инструментов
- Сопранино in Es
- Сопрано in B
- Альт in Es
- Тенор in B
- Баритон in Es
- Бас in B
- Контрабас in B, C, или Es

Во французских симфонических оркестров конца XIX века — начала XX сарюсофону in C часто поручали партию контрафагота, считая их взаимозаменяемыми.

## Произведения для сарюсофона
- Поль Дюка: Ученик чародея, (1897), контрабас-сарюсофон
- Этель Смит: Мародеры, (1905)
- Морис Равель: Испанская рапсодия, (1907)
- Джозеф Холбрук[англ.]: Аполлон и моряк, (1907)
- Фредерик Дилиус: Реквием[фр.], (1914—1916)
- Лили́ Буланже́: Psaume CXXIX (1916), Psaume CXXX (1917)
- Жан Франсе: Апокалипсис Иоанна, (1939)
- Игорь Стравинский: Трени[англ.], (1957), контрабас-сарюсофон
- Ханс-Йоахим Хеспос[нем.]: go (1978), сопрано-сарюсофон и spink (1993), контрабас-сарюсофон